# Anotaspis particula
Anotaspis particula är en insektsart som beskrevs av Ferris 1941. Anotaspis particula ingår i släktet Anotaspis och familjen pansarsköldlöss.
Artens utbredningsområde är Panama. Inga underarter finns listade i Catalogue of Life.